# Драгешти (Мехединци)
Драгешти (рум. Drăghești) насеље је у Румунији у округу Мехединци у општини Исверна. Oпштина се налази на надморској висини од 542 m.

## Становништво
Према подацима из 2002. године у насељу је живело 233 становника, од којих су сви румунске националности.